# پرچم مریخ

پرچم سه رنگ پاسکال لی برای مریخ

پرچم مریخ پرچمی احتمالی برای سیاره مریخ است.

## پرچم‌های پیشنهادی

### طرح پاسکال لی
پاسکال لی، مهندس سابق تحقیقات ناسا در سال ۱۹۹۹ یک پرچم سه رنگ برای مریخ طراحی کرد. توالی رنگ‌ها، از قرمز، سبز و در نهایت آبی، تبدیل مریخ را از یک سیاره بی‌جان به سیاره‌ای مملو از حیات را نشان می‌دهد که از رمان‌های سه‌گانه کیم استنلی رابینسون الهام گرفته شده است.